# Mount Sanderson
Mount Sanderson är ett berg i Antarktis. Det ligger i Västantarktis. Argentina, Chile och Storbritannien gör anspråk på området. Toppen på Mount Sanderson är 2 206 meter över havet.
Terrängen runt Mount Sanderson är huvudsakligen bergig, men åt sydost är den kuperad. Trakten är obefolkad. Det finns inga samhällen i närheten.